# Галбијате
Галбијате (итал. Galbiate) је насеље у Италији у округу Леко, региону Ломбардија.
Према процени из 2011. у насељу је живело 4513 становника. Насеље се налази на надморској висини од 362 м.

## Становништво
| 1936. | 1951. | 1961. | 1971. | 1981. | 1991. | 2001. | 2011. |
| ----- | ----- | ----- | ----- | ----- | ----- | ----- | ----- |
| 4.639 | 5.125 | 5.513 | 6.375 | 7.040 | 8.261 | 8.644 | 8.587 |